# Bulbophyllum resupinatum
Bulbophyllum resupinatum là một loài phong lan thuộc chi Bulbophyllum.